# ديفيد ويلسون (سياسي كندي)
ديفيد ويلسون هو سياسي كندي، ولد في 25 مايو 1858، وتوفي في 6 ديسمبر 1927. انتخب member of the Legislative Assembly of Manitoba ‏ عن دائرة Gladstone (electoral district) ‏ (1903 – 1907).